# Seyidli
Seyidli was een dorp in het Azerbeidzjaanse district Ağdam en raakte ontvolkt als gevolg van de eerste oorlog in Nagorno-Karabach toen het veroverd werd door Karabach-Armenen. Het spookdorp ligt zes kilometer ten noordoosten van de stad Ağdam, op de grens van het gebied dat Nagorno-Karabach controleerde.

## Geschiedenis
In de tijd van het tsaristische Rusland maakte het dorp deel uit van het oejezd Sjoesja van het gouvernement Jelizavetpol. In 1920 kwam het in de Azerbeidzjaanse Socialistische Sovjetrepubliek te liggen, waar het in 1930 ingedeeld werd bij het nieuwe rajon Ağdam.

### In Nagorno-Karabach

Ligging Seyidli in de republiek Nagorno-Karabach, rechts op de rand van het oranje en groene gebied bij Ağdam.

Seyidli lag niet in de Nagorno-Karabachse Autonome Oblast van de Azerbeidzjaanse sovjetrepubliek, maar werd tijdens de eerste oorlog in Nagorno-Karabach op 23 juli 1993 ingenomen door het Karabach-Armeense leger, dat het vervolgens vernietigde.
Seyidli had op dat moment 4647 inwoners (1069 huishoudens) die allen vluchtten. Het dorp bleef de daaropvolgende jaren onder controle van de Republiek Nagorno-Karabach en lag aan de oostgrens van het door deze niet-erkende republiek gecontroleerde gebied. Het dorp bleef des gevolg onbewoond en het gebied werd bestuurlijk ingedeeld bij het Nagorno-Karabachse gewest Askeran.
Als gevolg de overeenkomst ter beëindiging van oorlog in Nagorno-Karabach van 2020 werden op 20 november 2020 delen van het district Ağdam die door Nagorno-Karabach gecontroleerd werden, inclusief Seyidli, overgedragen aan Azerbeidzjan. Kort daarna verspreidde de Azerbeidzjaanse overheid beelden van het "bevrijdde dorp Seyidli" om aan te geven hoe goed Nagorno-Karabach voor dit dorp en vergelijkbare dorpen gezorgd heeft tijdens 27 jaar bezetting.

## Geboren
- Adila Namazova (1926-2020); kinderarts en cardiologe